# Monika Michalko
Monika Michalko (* 1982 in Sokolov) ist eine deutsche Malerin.

## Leben und Werk
Monika Michalko studierte von 2003 bis 2009 Freie Kunst an der Hochschule für bildende Künste Hamburg bei Norbert Schwontkowski. In ihren versponnenen Traumlandschaften finden sich sowohl Anklänge an die klassische Moderne von Malewitsch bis Klee als auch Referenzen an Joan Miró und die Brüder Gert & Uwe Tobias. Nachhaltig geprägt sind die farbintensiven Tafelbilder außerdem durch Reisen nach Ägypten, Indien, Sri Lanka und in die Türkei. Gesammelte Impressionen integriert Michalko über typische Ornamente und Architekturformen auch in ihre Malerei und Druckgrafik. In ihren surrealen Wesen und Objekten scheint die Ordnung von Fläche und Raum nahezu aufgehoben. Monika Michalko lebt und arbeitet in Sri Jayawardenapura und Berlin.

## Stipendien
- 2017: Bildhauerinnen-Stipendium, Künstlergut Prösitz[8]
- 2013: Hamburger Arbeitsstipendium[9]
- 2010: Stipendium Goldbekhof e. V.[10]
- 2009: Karl H. Ditze-Preis, Hochschule für bildende Künste Hamburg[11]
- 2008: Projektförderung des Freundeskreises der HfbK[12]
- 2006: Begabtenstipendium der Sammelstiftung Hamburg, Stipendium des deutsch-französischen Jugendwerkes[13]

## Ausstellungen
Einzelausstellungen
- 2024: Monika Michalko. Here in the Real World, Kunsthalle Nürnberg[14]
- 2018: VEYLON. Galerie Maïa Muller, Paris[15]
- 2017:  Eine ganz schöne Sucherei, Stadtscheune Otterndorf, Griffelkunst Vereinigung Hamburg[16]
- 2016: Bleiben will ich wo ich nie gewesen bin, Kunsthaus Jesteburg, Jesteburg[17]
- 2016: New Positions. Art Cologne 2016, Köln[18][19][20]
- 2015: Nur nicht mit beiden Beinen auf der Erde stehen. Galerie im Marstall, Ahrensburg[21]
- 2014: Tonka. Produzentengalerie, Hamburg[22]
- 2013: Spirolina. Kunstverein Uelzen[23]
- 2012: Namalovala. Kunsthaus Hamburg[24]
- 2011: Keiner sieht alles. Produzentengalerie, Hamburg[25]
- 2009: Sileni Lestra. Hochschule für bildende Künste Hamburg[26]

Gruppenausstellungen
- 2019: Jetzt! Junge Malerei in Deutschland, Kunstmuseum Bonn, das Museum Wiesbaden, die Kunstsammlungen Chemnitz – Museum Gunzenhauser, Deichtorhallen Hamburg, mit Mona Ardeleanu, Israel Aten, Paula Baader, Lydia Balke, Cornelia Baltes, Jagoda Bednarsky, Viola Bittl, Peppi Bottrop, Andreas Breunig, Paul Czerlitzki, Benjamin Dittrich, Jens Einhorn, Jenny Forster, Pius Fox, Max Frintrop, Sabrina Fritsch, Ina Gerken, Fabian Ginsberg, Gregor Gleiwitz, Lukas Glinkowski, Henriette Grahnert, Dana Greiner, Vivian Greven, Sebastian Gögel, Toulu Hassani, Sabrina Haunsperg, Franziska Holstein, Aneta Kajzer, Sumi Kim, Maximilian Kirmse, Li-Wen Kuo, David Lehmann, Benedikt Leonhardt, Florian Meisenberg, Monika Michalko, Hannes Michanek, Simon Modersohn, Bastian Muhr, Anna Nero, Moritz Neuhoff, Vera Palme, Alexander Pröpster, Franziska Reinbothe, Daniel Rossi, Markus Saile, Moritz Schleime, Jana Schröder, Daniel Schubert, Kristina Schuldt, Alicia Viebrock, Stefan Vogel, Jonas Weichsel, Tristan Wilczek[27]

- 2019: Territorium, group show, Kunsthalle Schlieren, Zürich, mit Jennifer Bennett, John Bock, Andreas Dobler, Isabelle Fein, Georg Herold, Roland Hotz, Peter Piller, David Renggli, Susanne Sauter, Martin Senn, Wolfgang Tillmans, Sebastian Zarius[28]

- 2019: Im Garten der Dichter, Produzentengalerie Hamburg, Hamburg, mit Otto Dix, Volker Hüller, Norbert Schwontkowski, Christoph Blawert[29]

- 2018: In the tropics the hair feels different, mit Jan Michalko, Galerie Franzkowiak, Berlin[30]
- 2018: Ulla von Brandenburg, Astrid Klein, Monika Michalko, Dasha Shishkin, Produzentengalerie, Hamburg[31]
- 2017: 1000 Sterne, kuratiert von F. Bornstück, Galerie Mikael Andersen, Kopenhagen[32]
- 2017: La ligne rouge, mit Jean-Michel Alberola, Vincent Bizien, Fritz Bornstück, Io Burgard, Claudio Coltorti, Camille Fischer, Gretel Weyer, Galerie Maïa Muller, Paris[33]
- 2016: Still, Produzentengalerie, Hamburg[34]
- 2015: Sudden Change of Idea. An Exhibition on Comparative Study between Chinese and German Conceptual Art, United Art Museum, Wuhan[35]
- 2015: Jahresgaben Kunstverein Harburger Bahnhof[36]
- 2014: Nullpunkt aller Orte. Sammlung Dominic und Cordula Sohst-Brennenstuhl, Weserburg Museum für moderne Kunst, Bremen[37]
- 2014: luggage and observations, Galerie Klaus Gerrit Friese, Stuttgart[38]
- 2014: Stipendiatenausstellung Arbeitsstipendium, Hamburger Kunstverein, Hamburg[39]
- 2014: Wo ist hier? #1: Malerei und Gegenwart, Kunstverein Reutlingen[40]
- 2013: MMMHCI, Produzentengalerie, Hamburg[41]
- 2013: Beatitude – Friends and Lovers chez 59, Rivoli, Paris[42]
- 2012: All my clean Friends and Lovers, Message Salon, Zürich[43]
- 2012: Megaron mit Friends & Lovers im Kunsthaus Jesteburg, Jesteburg[44]
- 2012: MMMHCI, Galerie Jahn, München[45]
- 2012: Es gibt … There is …. Reflexionen aus einem beschädigten Leben? / Reflexions from a damaged Life?, b-05 Kunst- und Kulturzentrum, Montabaur[46]
- 2011: Dorothea, Ancient & Modern, London, UK[47][48]
- 2011: 25 + 25, Kunstverein Wilhelmshoehe Ettlingen, Ettlingen[49]
- 2008: Index 08, Kunsthaus Hamburg, Hamburg[50]
- 2006: Tanvald 1&2, with C. Blawert, Hintercont und Golden Pudel Klub, Hamburg[51]